# Bierbong

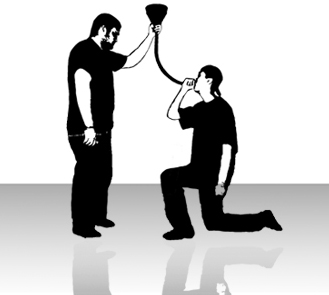
Benutzung einer Bierbong

Eine Bierbong (Kompositum aus Bier und Bong), Bierrutsche, Bierstürzer, Trichter, Schlauch oder Beschleuniger, selten Saufmaschine oder Rockwurst, ist eine Vorrichtung, die dem Trinken großer Mengen Bier in kurzer Zeit dient, speziell bei Trinkgelagen oder Trinkspielen.

## Aufbau und Funktionsweise
Das Gerät besteht aus einem langen Schlauch, an dessen oberem Ende ein Trichter befestigt ist. Um den vorzeitigen Abfluss des Getränks während der Befüllung zu vermeiden, kann das untere Ende mit einem Kugelhahn ausgestattet sein. Durch Anheben des Trichters, in dem sich das Getränk befindet, wird in der Flüssigkeitssäule ein Druck aufgebaut, der den schnellen Konsum des Getränkes beim Öffnen des Hahns ermöglicht.

## Bierschaum
Bei dem Konsum von Bier muss darauf geachtet werden, dass so wenig Bierschaum wie möglich getrunken wird, da dies sehr schnell zu Erbrechen führen kann. Das Bier wird aus diesem Grund langsam in einem spitzen Winkel in den Trichter gefüllt. Nach kurzer Wartezeit wird der Schlauch so weit abgesenkt, dass der Schaum, der sich noch nicht gesetzt hat, aus dem Schlauch herausläuft.

## Verbreitung
Bierbongs sind auch im Zusammenhang mit Berichterstattung über die Spring-Break-Rituale US-amerikanischer Studenten bekannt.

## Mögliche Risiken
Bierbongs dienen dazu, eine größere Biermenge und damit auch Alkoholmenge in kurzer Zeit zu konsumieren. Ihre Benutzung hat den Charakter von Trinkspielen – vor allem dann, wenn die Teilnehmer durch Gruppenzwang zum Mitmachen animiert werden und häufig die Höhe des Alkoholkonsums unterschätzen. Das exzessive Rauschtrinken mit solchen Vorrichtungen besonders von Kindern und Jugendlichen wird als Fehlentwicklung und Gefahr eingeordnet, der politisch entgegengewirkt wird.

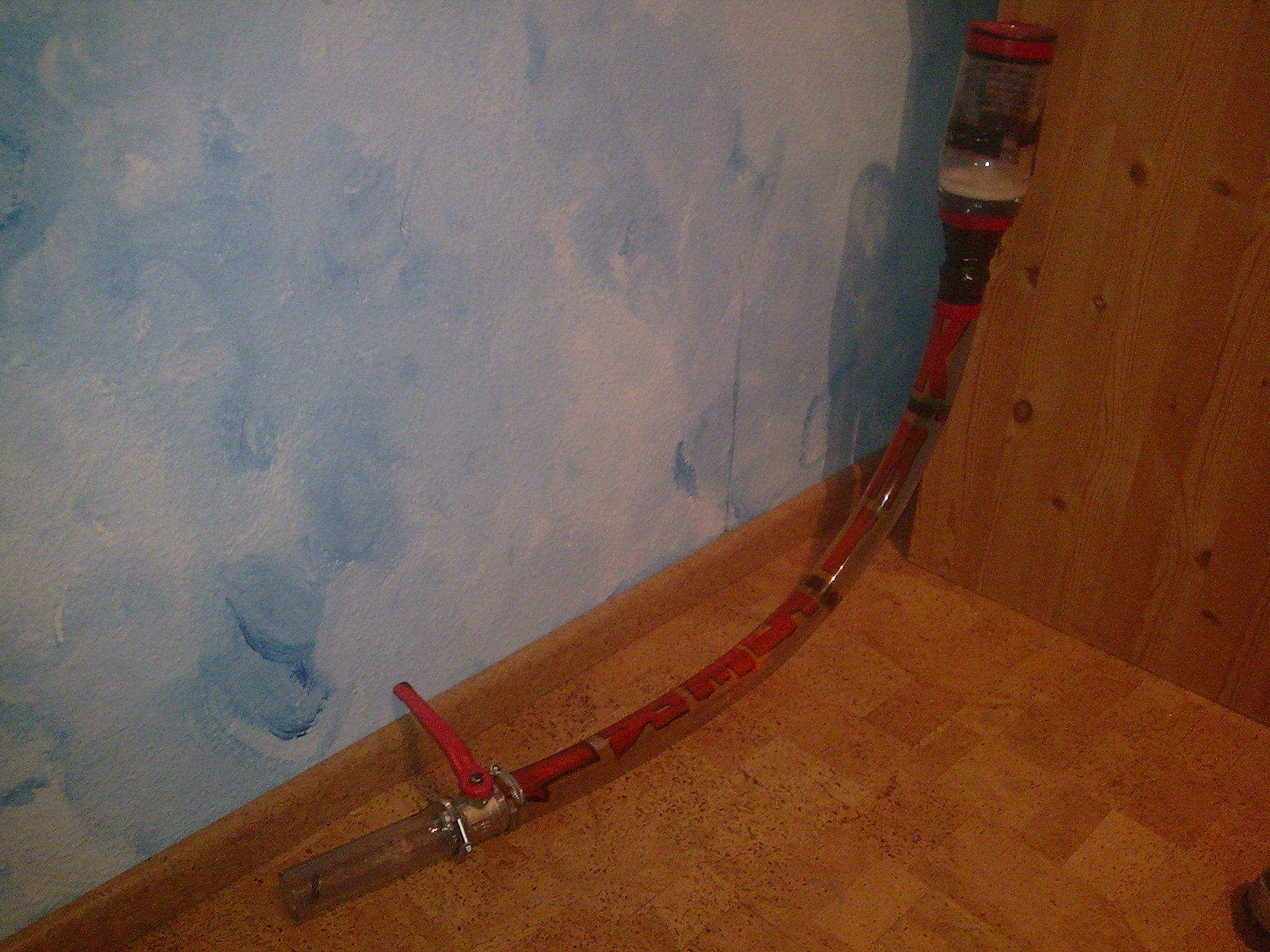
Bierbong in einfacher Bauweise, mit Hahn
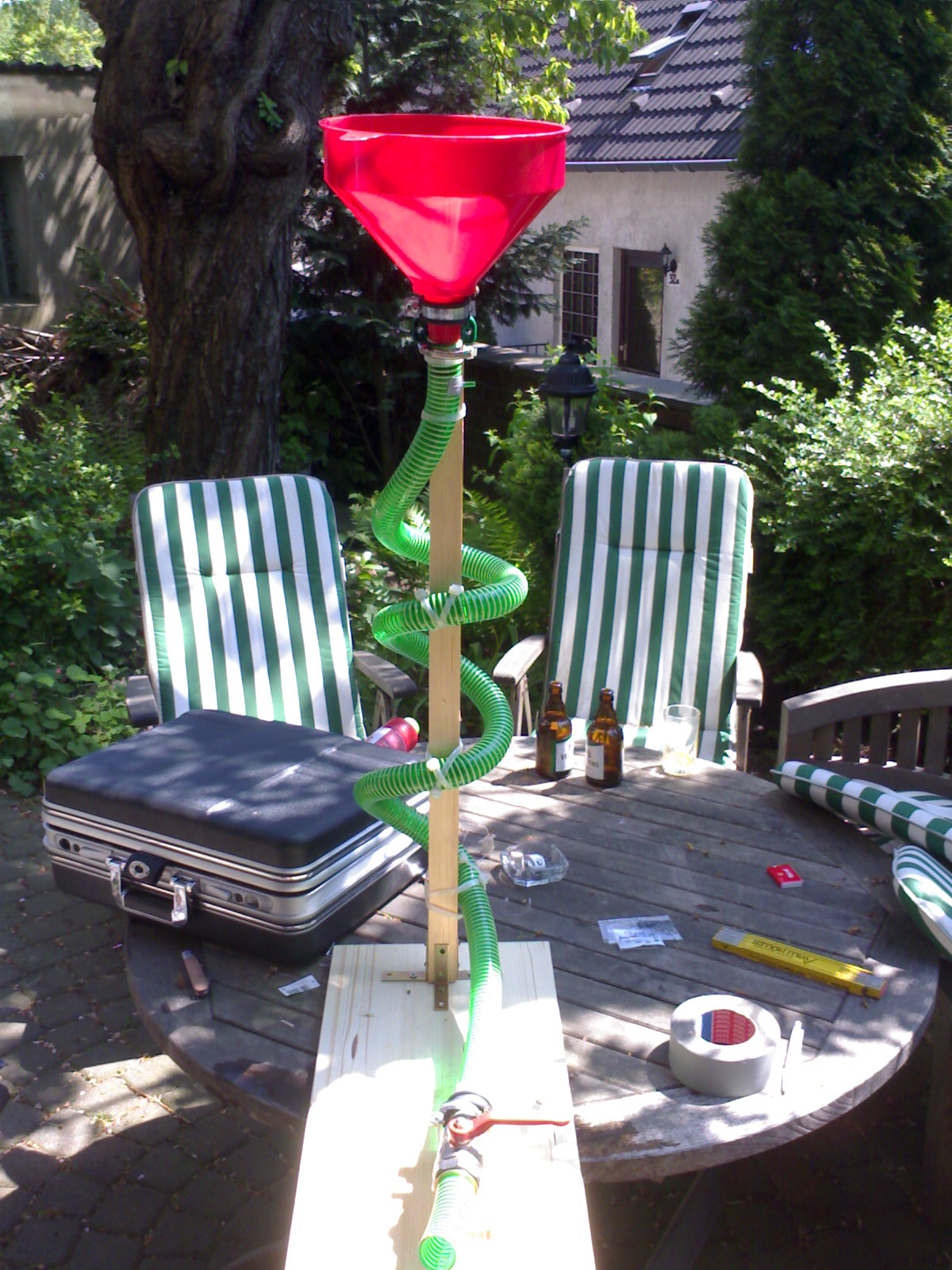
Tischbierbong in komplexer Bauweise
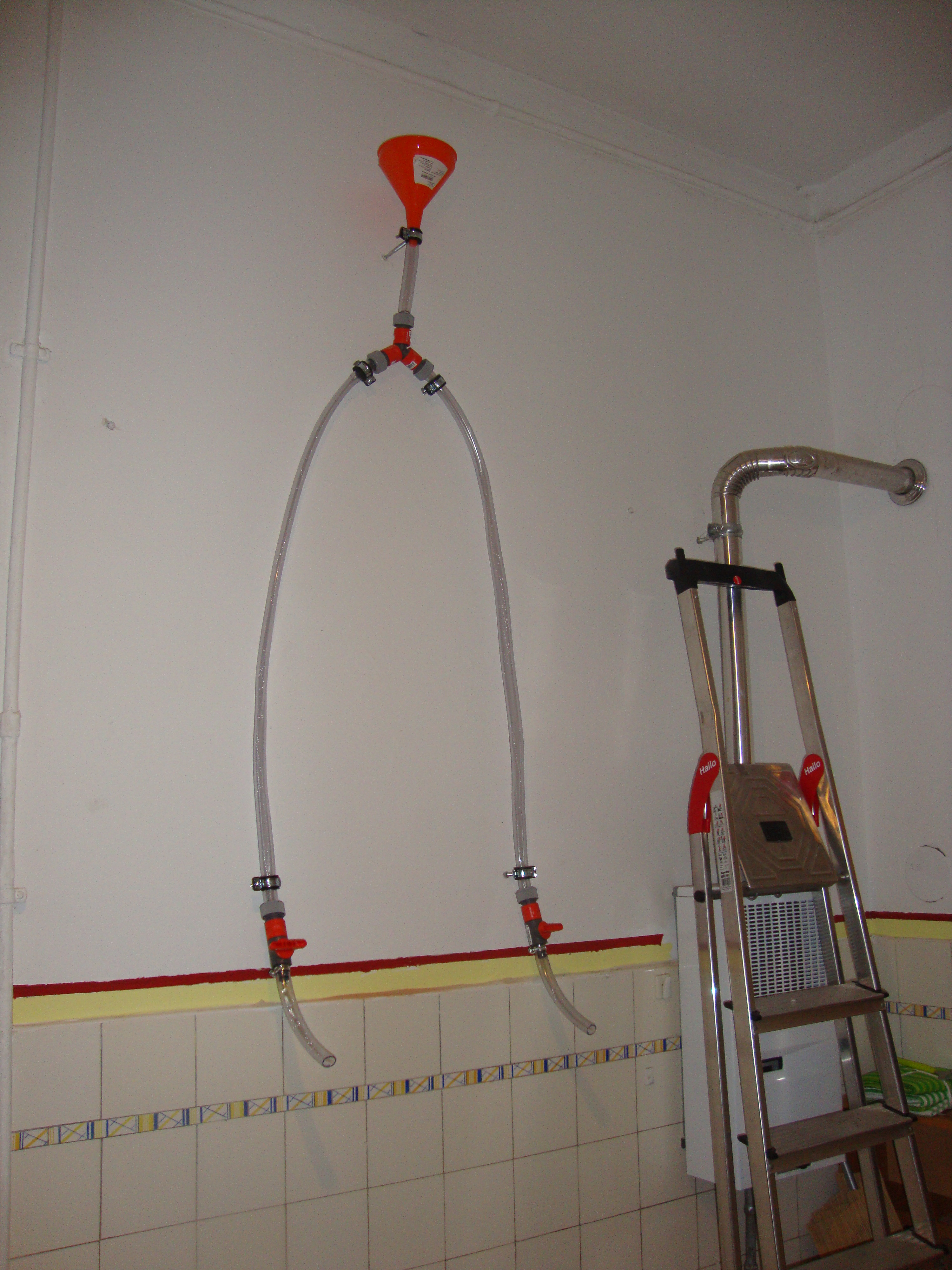
Festinstallierte Bierbong